# Сорокопуд нагірний
Сорокопуд нагірний (Lanius collaris marwitzi) — підвид сорокопуда чорноголового (Lanius collaris).

## Поширення
Підвид поширений в південній та східній Танзанії на висотах понад 1500 м, від міста Мпвапва та гір Укагуру до міста Нджомбе, гори Рангве та міста Тукую. Типовим місцем його проживання є чагарникові зарості.

## Опис
Птах завдовжки 21-23 см см, вагою 25-54 г. Верхня частина тіла чорна, нижня — біла. На спині є біла V-подібна смуга, на очима вузька біла брова. Відносно довгий чорний хвіст з білими зовнішніми перами і білими кінчиками на інших пір'їнах. Дзьоб і очі чорні.